# توم سكيريت
توم سكيريت (بالإنجليزية: Tom Skerritt)‏ ممثل أمريكي من مواليد 25 أغسطس 1933.

## الأعمال
- 2015: وصية لأجل الملك.

## مواقع خارجية
- توم سكيريت على موقع IMDb (الإنجليزية)
- توم سكيريت على موقع روتن توميتوز (الإنجليزية)
- توم سكيريت على موقع ألو سيني (الفرنسية)
- توم سكيريت على موقع تيرنر كلاسيك موفيز (الإنجليزية)
- توم سكيريت على موقع أول موفي (الإنجليزية)
- توم سكيريت على موقع قاعدة بيانات برودواي على الإنترنت (الإنجليزية)
- توم سكيريت على موقع قاعدة بيانات الأفلام السويدية (السويدية)
- توم سكيريت على موقع إن إن دي بي (الإنجليزية)
- توم سكيريت على موقع قاعدة بيانات الفيلم (الإنجليزية)
- توم سكيريت على موقع كينوبويسك (الروسية)